# Géographie des Philippines
Les Philippines se situent au nord-est de Bornéo et à 360 kilomètres au sud de l'île de Taïwan dont elles sont séparées par le détroit de Luçon.  Elles forment un archipel de 7 107 îles dont environ 2 000 sont habitées pour une surface de 300 000 km2. Les onze îles les plus grandes totalisent 94 % de la surface du pays – la plus grande, Luçon, s’étend sur 105 000 km2, et la deuxième, Mindanao, sur 95 000 km2. L’archipel est situé à 800 kilomètres du continent asiatique, entre Taïwan et Bornéo.
Les Philippines forment un arc insulaire à la rencontre des mers de Chine méridionale (au nord et au nord-ouest),  de Sulu (au sud-ouest), des Philippines (à l'est) et de Célèbes (au sud). Cette suite d'îles se déroule depuis les îles Batanes et Luçon jusqu'à Bornéo en passant par Mindanao et l'archipel de Sulu. Les Philippines sont parsemées de plusieurs volcans actifs (le Taal ou le Bulusan, dans l'île de Luçon). Les tremblements de terre sont fréquents.

## Relief
D’origine volcanique, les îles des Philippines font partie de la ceinture de feu du Pacifique. Plusieurs volcans sont actifs, la dernière manifestation consistant en une éruption phréatique du volcan  Taal en avril 2024. Ce volcan est situé dans un lac non loin de la capitale, Manille. Le mont Pulag est un ancien volcan de  subduction dont on ignore la date de la dernière éruption. Il est situé dans la cordillère Centrale et domine l'île de Luçon de ses  2 928 mètres. 
Le plus haut sommet des Philippines, le mont Apo, est un volcan endormi et dont l'histoire géologique est mal connue. Il se situe dans l'île de Mindanao et s'élève à  2 954 mètres d'altitude. Dans la même île, plus précisément dans la chaîne Kitanglad, se trouve le deuxième sommet des Philippines, le mont Dulang  Dulang (2 938 mètres).
Le relief particulier des îles est montagneux, creusé de nombreuses vallées. Toutes les îles possèdent des plages, mais ces dernières sont le plus souvent étroites et les grandes plaines sont, ainsi que les cours d’eau navigables, rares. La plupart des îles étaient couvertes de forêt tropicale, mais la déforestation a réduit sa surface à 10 % du pays.

## Climat
Le climat des Philippines est de type tropical marin. La mousson d’été apporte de fortes pluies de mai à octobre, tandis que la mousson d’hiver, qui s’établit de décembre à février, apporte de l’air plus frais et sec. Les précipitations annuelles peuvent atteindre 5 000 mm sur la côte est, et tomber en dessous de 1 000 mm dans certaines vallées.
La saison des typhons dure de juillet à octobre. Ils peuvent être particulièrement destructeurs au nord et à l’est de Luçon ainsi que dans les régions de Bicol et à l’est des Visayas. En moyenne, quinze tempêtes tropicales et cinq à six typhons traversent le pays chaque année.

## Ressources naturelles et exploitation du sol

### Ressources naturelles
- Bois, pétrole, nickel, cobalt, argent, or, sel, cuivre.

### Exploitation du sol
- terres arables : 19 %
- cultures permanentes : 12 %, dans l'ordre le riz, le cocotier et le maïs ; les noix de coco sont la principale exportation agricole du pays[2]
- pâturages permanents : 4 %
- forêt : 46 %
- terres irriguées : 15 800 km2

## Environnement
Problèmes environnementaux: déforestation, érosion, pollution de l’air et de l’eau à Manille, pollution des mangroves.
Catastrophes naturelles: typhons, glissements de terrain, éruptions volcaniques, séismes, tsunamis.
Traités internationaux sur l’environnement:
- partie à: biodiversité, changements climatiques, espèces en danger, droit de la mer, interdiction des essais nucléaires, protection de la couche d’ozone, bois tropical 83, bois tropical 94, zones humides, interdiction de la pêche à la baleine.
- signés, mais non ratifiés: Protocole de Kyoto, désertification.

### Sources
- (en) Cet article est partiellement ou en totalité issu de l’article de Wikipédia en anglais intitulé « Geography of the Philippines » (voir la liste des auteurs).